# Convicted
Convicted é um filme noir estadunidense, dirigido por Henry Levin e estrelado por Glenn Ford e Broderick Crawford. Foi a terceira adaptação cinematográfica feita pela Columbia Pictures da peça teatral The Criminal Code de Martin Flavin.

## Elenco
- Glenn Ford ...Joe Hufford
- Broderick Crawford ...George Knowland
- Millard Mitchell ...Malloby
- Dorothy Malone ...Kay Knowland
- Carl Benton Reid ...Capitão Douglas
- Frank Faylen ...Preso Ponti
- Will Geer ...Preso Mapes
- Martha Stewart ...Bertie Williams
- Henry O'Neill ...Detetive Dorn
- Douglas Kennedy ...Det. Bailey
- Roland Winters ...Vernon Bradley
- Ed Begley ...Mackay
- John Doucette ...Preso Tex (sem créditos)
- Ray Teal ...Guarda do Pátio (sem créditos)
- James Millican ...Guarda na Cozinha (sem créditos)
- Whit Bissell ...Procurador do Estado Owens (sem créditos)

## Recepção
A Variety escreveu: "Convicted não é um filme de prisão tão sombrio quanto o título indicaria. Ele tem várias reviravoltas fora do comum em seu desenvolvimento, evitando que seja rotineiro. Embora a trama seja essencialmente uma soap opera masculina, o roteiro [de uma peça de Martin Flavin] fornece bastante polimento e bons diálogos para vê-lo até o fim.